# Lukas Enembestadion
Het Lukas Enembestadion is een multifunctioneel stadion in Jayapura, een stad in op Papoea in Indonesië. Dit stadion heette eerder Papua Bangkitstadion, maar werd hernoemd en kreeg de naam van de gouverneur van de provincie Papua, Lukas Enembe. 
In het stadion is plaats voor 40.263 toeschouwers. Het stadion werd geopend in 2019. De bouw vond plaats tussen 29 december 2016 en 8 juli 2019. De bouw kostte 1,3 biljoen Indonesische roepia. Het stadion wordt vooral gebruikt voor voetbalwedstrijden, de voetbalclub Persipura Jayapura kan gebruik maken van dit stadion. In oktober 2021 vonden in dit stadion de Nationale spelen van Indonesië plaats, Pekan Olahraga Nasional